# Pretaap Radhakishun
Pretaapnarian Shawh Radhecheran „Pretaap“ Radhakishun (* 3. September 1934; † 6. Januar 2001 in Paramaribo, Suriname) war ein surinamischer Politiker.

## Leben
Radhakishun wurde am 16. Juli 1986 für die Vooruitstrevende Hervormings Partij (VHP) Premierminister von Suriname und hatte dieses Amt bis zum 12. Februar 1987 inne. Von 1988 bis 1990 war er im Kabinett Shankar Minister für Natürliche Ressourcen und Energie.
Im Jahre 1996, kurz vor den Parlamentswahlen trat er aus der VHP aus und wurde Mitglied der Basispartij voor Vernieuwing en Democratie (BVD), einer Splitterpartei der VHP. Während der Amtszeit von Präsident Jules Albert Wijdenbosch wurde er am 20. September 1996 Vizepräsident und war als solcher bis zu seinem Ausscheiden am 12. August 2000 auch Vorsitzender des Ministerrates.
Wijdenbosch war im Jahr 2000, ein Jahr vor dem Ende der regulären Amtszeit, gezwungen, vorzeitige Neuwahlen auszurufen. Grund hierfür waren aufkommende Massenproteste wegen der schlechten Wirtschaftslage in Suriname und die daraus resultierende Forderung nach dem Rücktritt des Präsidenten. Bei den Wahlen im Mai 2000 verlor Wijdenbosch jedoch gegen die frühere Partei Radhakishuns, der VHP und gegen die von Ronald Venetiaan geführte New Front-Koalition.
Kurz vor Radhakishuns Tod erklärte Präsident Venetiaan, dass er Wijdenbosch und Radhakishun angewiesen hätte, Rechenschaft über einen geheimen Wertpapierfonds in Höhe von 2,5 Millionen Suriname-Dollar abzugeben. Während Radhakishun den Besitz eines solchen Fonds verneinte, gab Wijdenbosch an, dass er der Anweisung des Präsidenten Folge leisten werde.